# Aslı Bekiroğlu
Aslı Bekiroğlu (* 16. November 1995 in Istanbul) ist eine türkische Schauspielerin.

## Leben und Karriere
Bekiroğlu wurde am 16. November 1995 in Istanbul geboren.
Sie studierte an der Bahçeşehir Üniversitesi. Danach absolvierte sie die Universität Istanbul. 2013 hatte sie einen Gastauftritt in Beni Böyle Sev. Ihr Debüt gab sie 2015 in der Fernsehserie Adı Mutluluk.
Ihre erste Hauptrolle bekam sie in der Serie Gülümse Yeter. 2016 trat sie in dem Kinofilm İkimizin Yerine auf. Anschließend wurde sie für den Film Yol Arkadaşım gecastet. Zwischen 2018 und 2019 spielte sie in Jet Sosyete mit.

## Filmografie
Filme
- 2016: İkimizin Yerine
- 2017: Yol Arkadaşım
- 2021: Aşkım Bahardı
- 2022: Bandırma Füze Kulübü
- 2022: Sen ve Ben

Serien
- 2013: Beni Böyle Sev
- 2015: Adı Mutluluk
- 2016: Gülümse Yeter
- 2018: Dudullu Postası
- 2018–2019: Jet Sosyete
- 2019: Benim Tatlı Yalanım
- 2020: Jet Sosyete
- 2021: Yetiş Zeynep
- 2022: Maske Kimsin Sen?
- 2022: Demet Akbağ ile Güldürme Beni

## Auszeichnungen

### Gewonnen
- 2018: 48. Altın Kelebek Ödülleri[5]
- 2021: Crowne Plaza İstanbul Florya, Moon Life Ödül Töreni